# Spathuliger maculicollis
Spathuliger maculicollis là một loài bọ cánh cứng trong họ Cerambycidae.